# Affracourt
Affracourt és un municipi francès situat al departament de Meurthe i Mosel·la i a la regió del Gran Est. L'any 2007 tenia 101 habitants.

## Demografia

### Població
El 2007 la població de fet d'Affracourt era de 101 persones. Hi havia 45 famílies, de les quals 15 eren unipersonals (4 homes vivint sols i 11 dones vivint soles), 19 parelles sense fills i 11 parelles amb fills.
La població ha evolucionat segons el següent gràfic:
Habitants censats

### Habitatges
El 2007 hi havia 58 habitatges, 45 eren l'habitatge principal de la família, 11 eren segones residències i 2 estaven desocupats. 50 eren cases i 6 eren apartaments. Dels 45 habitatges principals, 38 estaven ocupats pels seus propietaris, 6 estaven llogats i ocupats pels llogaters i 2 estaven cedits a títol gratuït; 1 tenia dues cambres, 1 en tenia tres, 10 en tenien quatre i 33 en tenien cinc o més. 31 habitatges disposaven pel capbaix d'una plaça de pàrquing. A 21 habitatges hi havia un automòbil i a 19 n'hi havia dos o més.

### Piràmide de població
La piràmide de població per edats i sexe el 2009 era:
| Homes | Edats   | Dones |
| ----- | ------- | ----- |
| 0     | 95 o +  | 0     |
| 4     | 90 a 94 | 0     |
| 0     | 85 a 89 | 0     |
| 0     | 80 a 84 | 0     |
| 0     | 75 a 79 | 0     |
| 8     | 70 a 74 | 0     |
| 4     | 65 a 69 | 4     |
| 0     | 60 a 64 | 8     |
| 8     | 55 a 59 | 0     |
| 0     | 50 a 54 | 8     |
| 4     | 45 a 49 | 0     |
| 0     | 40 a 44 | 4     |
| 12    | 35 a 39 | 4     |
| 0     | 30 a 34 | 12    |
| 4     | 25 a 29 | 0     |
| 0     | 20 a 24 | 0     |
| 0     | 15 a 19 | 4     |
| 8     | 10 a 14 | 4     |
| 16    | 5 a 9   | 0     |
| 8     | 0 a 4   | 4     |

## Economia
El 2007 la població en edat de treballar era de 63 persones, 43 eren actives i 20 eren inactives. De les 43 persones actives 41 estaven ocupades (20 homes i 21 dones) i 2 estaven aturades (1 home i 1 dona). De les 20 persones inactives 8 estaven jubilades, 9 estaven estudiant i 3 estaven classificades com a «altres inactius».
Activitats econòmiques
Dels 2 establiments que hi havia el 2007, 1 era d'una empresa alimentària i 1 d'una empresa de serveis.
L'any 2000 a Affracourt hi havia 8 explotacions agrícoles que ocupaven un total de 570 hectàrees.

## Poblacions més properes
El següent diagrama mostra les poblacions més properes.